# Het Verscholen Dorp

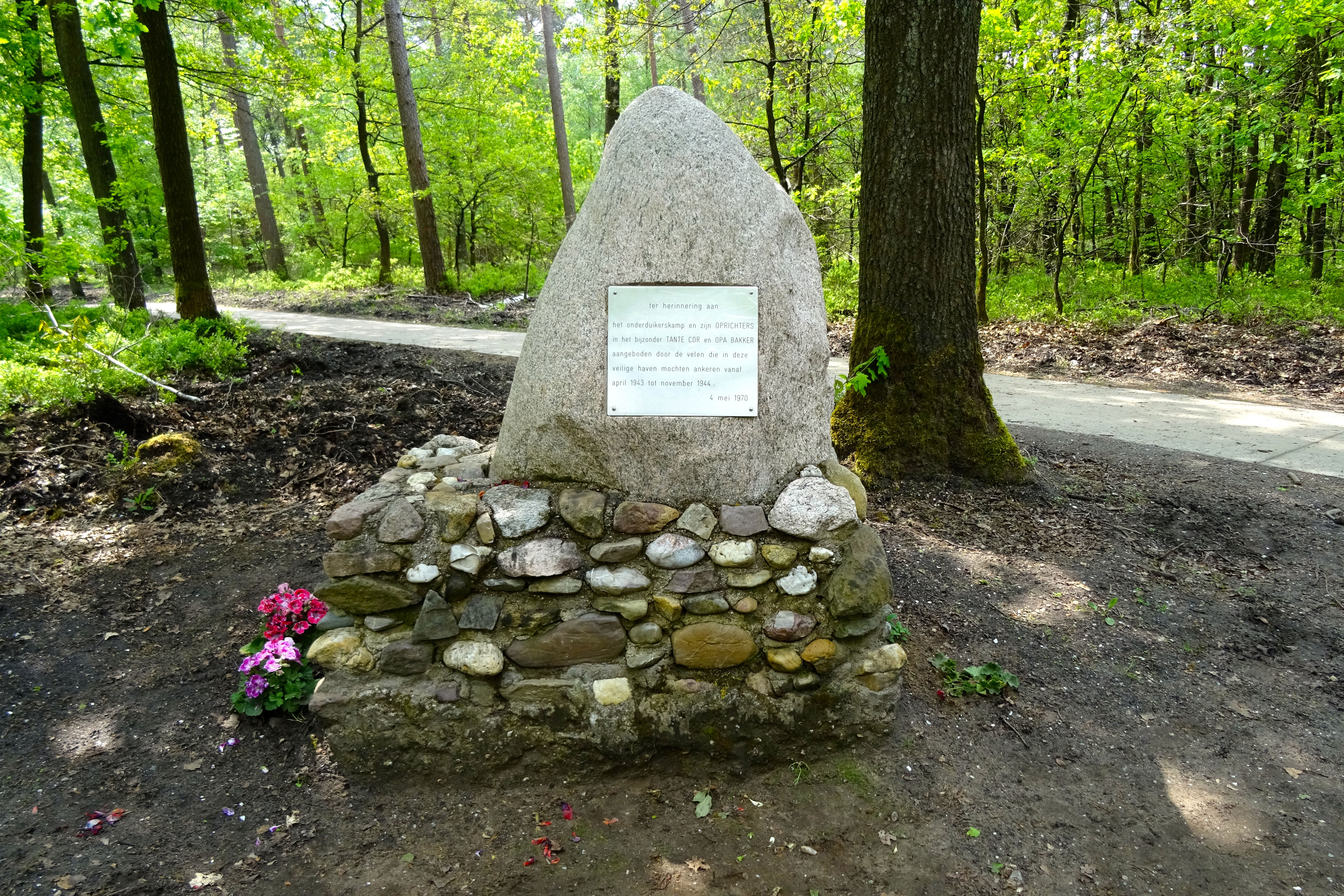
Gedenkstein für Tante Cor und Opa Bakker (2017)

Het Verscholen Dorp (deutsch ‚Das Versteckte Dorf‘), auch Pas-op-kamp, war ein Gelände mit unterirdischen Häusern bei Vierhouten, in denen während der deutschen Besatzung der Niederlande im Zweiten Weltkrieg bis zu 120 untergetauchte Personen versteckt wurden. Heute ist das Verscholen Dorp ein Freilichtmuseum aus nachgebauten Hütten.

## Geschichte

### Anlage des Dorfes

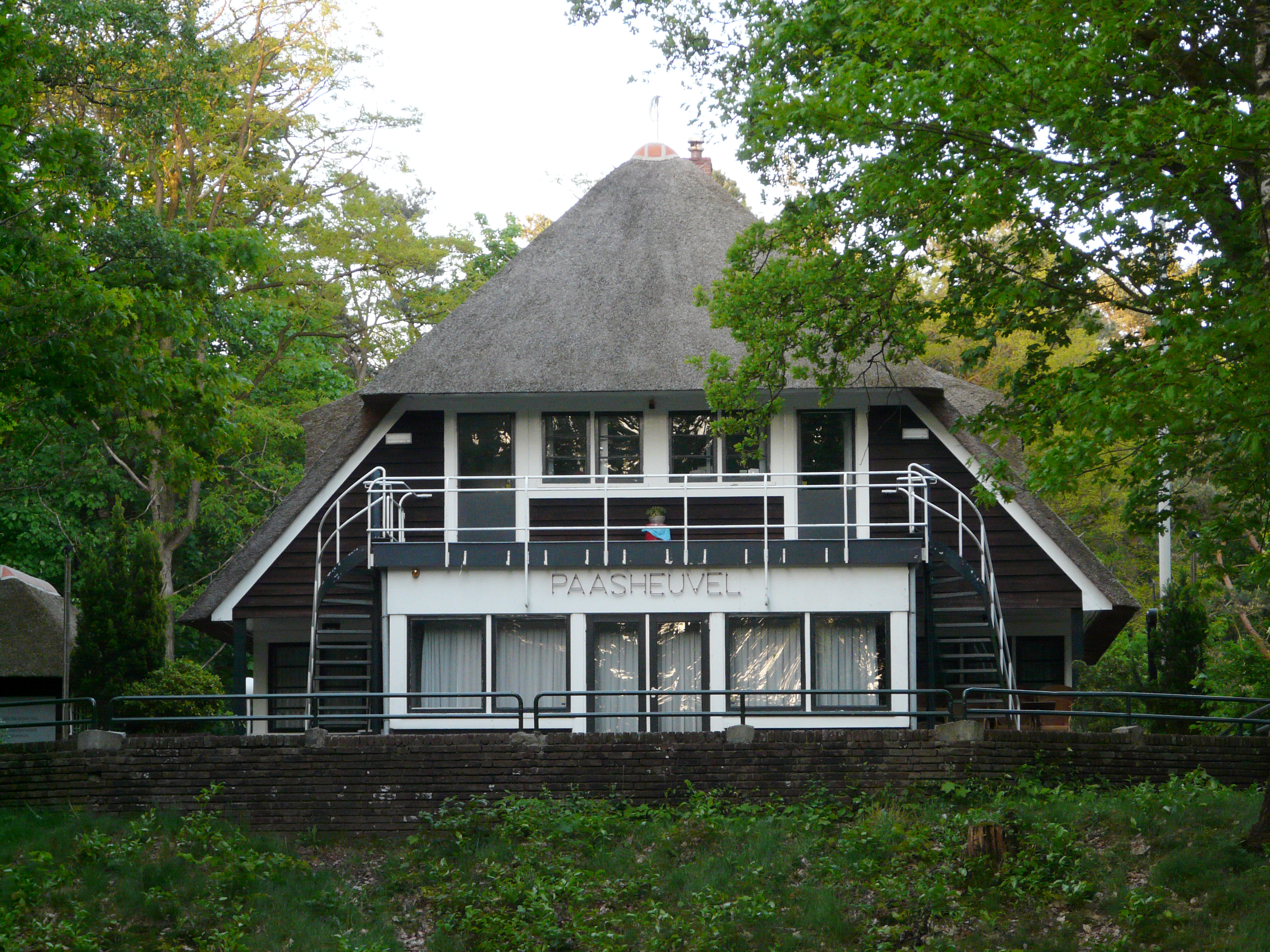
Jugendherberge De Paasheuvel (2009)

Im Laufe der Besatzung durch die Deutschen wuchs die Zahl der untergetauchten Menschen in den Niederlanden. So gelangten etwa die in der Gegend von Ermelo, in Nunspeet, Epe, Doornspijk und Vierhouten vorhandenen Verstecke an die Grenzen ihrer Aufnahmekapazitäten. Zudem wurde die Gefahr der Aufdeckung ständig größer.
In Zusammenarbeit mit Cornelia Johanna Bakker-van Rheenen (1900–1989) und Dionisius Dirk Bakker (1879–1945) – Tante Cor und Opa Bakker genannt – ließ Edouard Henri von Baumhauer (1890–1950) deshalb in den dichten Wäldern bei Vierhouten das heute sogenannte Verscholen Dorp errichten. Von Baumhauer (De Boem) stammte aus einer angesehenen deutschstämmigen Familie und war Rechtsanwalt von Beruf. Er hatte zahlreiche internationale Kontakte und war über das Schicksal der Juden in Deutschland gut informiert. Im Mai 1942 wurde er verhaftet und verbrachte mehr als sechs Monate im Gefängnis von Sint-Michielsgestel. Bakker war Mitglied der Binnenlandse Strijdkrachten (BS), einer Vereinigung von niederländischen Widerstandsgruppen unter der Führung von Prinz Bernhard.
Zunächst plante von Baumhauer, ein Försterhaus hinter dem Bauerngehöft Pas Op als Versteck zu nutzen; der Förster riet jedoch davon ab, da das Haus zu nahe an Spazierwegen gelegen sei. Man müsse die untergetauchten Menschen tiefer im Wald verstecken, da man dort vor Patrouillen sicherer sei. Ab Mai 1943 wurden die ersten Menschen in einem Schafstall und in einem Zelt untergebracht, dann aber wurden insgesamt zwölf einfache Hütten gebaut, einige von ihnen halb, andere komplett unterirdisch; das Lager wurde Pas-op-kamp genannt.

### Leben im Versteck
In diesem Lager lebten zeitweise 120 Menschen, die meisten von ihnen Juden, zudem ein deutscher Deserteur mit Namen Peter, drei niederländische Polizisten, die nicht unter den Nationalsozialisten arbeiten wollten, abgeschossene alliierte Piloten aus den USA und Großbritannien, ein Pole, ein Russe und ein Italiener. Tante Cor und Opa Bakker organisierten die Versorgung der versteckten Menschen. Da das Lager keinen Zugang zu Trinkwasser hatte, musste dieses abends von den umliegenden Häusern geholt werden, bis Widerstandskämpfer eine Wasserpumpe in der Nähe des Lagers installierten. Die ärztliche Versorgung erfolgte durch zwei Mediziner, die ebenfalls im Verscholen Dorp versteckt lebten. Die Kinder wurden von Studenten aus dem Lager unterrichtet, auch um sie zu beschäftigen und ruhig zu halten. Die einzelnen Hütten erhielten Namen wie AM-hut (Anti-Moffen-Hütte), BIM-hut (Beatrix-Irene-Margriet) oder Oranjehaven. Sie waren mit Betten, Heizungen, Zylindern mit Butangas, Bandagentrommeln und einer Trage ausgestattet. Jeden Tag brachte eine Gruppe Freiwilliger aus Nunspeet Lebensmittel, Spielzeug, saubere Wäsche und die neuesten Nachrichten.
Aufgrund der beengten und gefährlichen Situation kam es zu Spannungen unter den Bewohnern, einige von ihnen litten unter „boskolder“ („Waldkoller“). Es gab strenge Verhaltensregeln: So war das Lager durch Brandschneisen in vier Abschnitte aufgeteilt, und die Bewohner durften sich nur abends und ganz leise in ihrem eigenen Abschnitt bewegen. Einer der Widerstandskämpfer machte den Fehler, das Dorf zu filmen, und der Film wurde von den Deutschen bei einer Hausdurchsuchung gefunden. Daraufhin wurde das Dorp umgehend für einige Tage evakuiert, bis sich herausstellte, dass der Film unbrauchbar gemacht worden war – ob durch Unvorsichtigkeit der Besatzer oder auf Betreiben von Edouard von Baumhauer absichtlich durch einen niederländischen Mitarbeiter des Labors, ist ungeklärt.

### Entdeckung
Am 29. Oktober 1944 wurde das Dorf zufällig von zwei Angehörigen des SS-Freiwilligen-Grenadier-Regiments „Landstorm Nederland“, einem Niederländer und einem Deutschen, entdeckt. Die beiden Männer befanden sich auf der Jagd und beobachteten einen Jungen, der für die Versteckten Wasser holte. Sie gaben Warnschüsse ab und riefen: „Kommen Sie heraus“, weshalb die meisten Menschen fliehen konnten. Die SS-Männer ließen aus der nahegelegenen Jugendherberge der sozialistischen Arbeiterjugend De Paasheuvel und der Schule in Vierhouten, wo sie untergebracht waren, eine Hundertschaft Verstärkung holen.
Acht jüdische Menschen, darunter der sechsjährige John Roelof Meijers, sowie der deutsche Deserteur Peter wurden in den folgenden Stunden gefangen genommen, und das Dorf wurde zerstört. Peter behauptete gegenüber den Männern vom Landstorm, er sei im Lager gefangen gehalten worden, was ihm nicht geglaubt wurde. Der Vater des Jungen, Arend Samuel Meijers, versuchte gemeinsam mit einem anderen Mann zu fliehen, kehrte aber zurück, als er seinen Sohn schreien hörte. Die 66-jährige zuckerkranke Kaatje Gompes-Schoonhoed starb schon in der Nacht zum 31. Oktober aufgrund von Erschöpfung und Insulinmangel, ihr Mann wurde mit einer Handgranate getötet; die beiden Leichen warf man gemeinsam in eine Grube. Die übrigen Menschen sollen am folgenden Tag erschossen worden sein; die späteren Aussagen der Landstorm-Männer über den Ablauf der Geschehnisse sind allerdings widersprüchlich. Einige dieser Zeugen gaben etwa an, das Ehepaar Gompes sei erst nach der Exekution der anderen sechs Menschen erschöpft und krank im Paasheuvel aufgetaucht und Kaatje Gompes dann gestorben. Mindestens 83 Menschen, darunter Frau und Tochter von Arend Samuel Meijers, konnten entkommen und wurden durch den Widerstand erneut versteckt; die meisten von ihnen überlebten die Besatzungszeit.
Der deutsche Soldat Peter sollte unter der Bewachung eines Mannes zu Fuß nach Harderwijk gebracht werden, jedoch gelang ihm unterwegs die Flucht. Er wurde vom Widerstand mit falschen Papieren ausgestattet und fand Unterschlupf bei einer Familie in Oldebroek. Dort befand sich ein geheimer Schießkeller, wo sich Peter als Waffenbauer und Schießinstrukteur dem Widerstand nützlich machte. Peter erlebte die Befreiung des Ortes am 15. April 1945; sein voller Name und sein weiteres Schicksal sind unbekannt.
Opa Bakker wurde am 2. März 1945 im Rahmen einer Vergeltungsmaßnahme gemeinsam mit 47 weiteren Widerstandskämpfern von den Deutschen in Varsseveld hingerichtet, nachdem er eher zufällig auf der Straße verhaftet worden war. Bis zum Kriegsende versteckten Edouard von Baumhauer und seine Frau Hermen von Baumhauer-Ribbink (1895–1986) jüdische Menschen in ihrer Villa, die über sieben Schlafzimmer mit 25 Betten verfügte.

## Ehrungen
1947 wurde Opa Bakker posthum mit der US-amerikanischen Medal of Freedom geehrt, da im Verscholen Dorp US-amerikanische Soldaten versteckt gewesen waren und überlebt hatten. Am 16. Juni 1964 wurde das Ehepaar Bakker von Yad Vashem als Gerechte unter den Völkern ausgezeichnet. 1984 erhielten Cor Bakker und die Witwe von Edouard von Baumhauer das Verzetsherdenkingskruis (Resistance Memorial Cross), ebenso ihre inzwischen verstorbenen Ehemänner. Hermina und Edouard von Baumhauer wurden am 20. Juli 1999 von Yad Vashem in den Kreis der Gerechten unter den Völkern aufgenommen. Auch weitere Unterstützer des Verscholen Dorp wurden mit dem Verzetsherdenkingskruis geehrt.

## Erinnerung
Die sogenannte AM-hut überstand das Kriegsende, 1952 brannte sie ab. An ihrer Stelle wurde 1970 ein originalgetreuer Nachbau erstellt sowie ein Gedenkstein für Tante Cor und Opa Bakker enthüllt. 1991 wurde die Stichting Het Verscholen Dorp gegründet. 1995 wurden zwei weitere Hütten nachgebaut, die besichtigt werden können. Eine Ausstellung zum Verscholen Dorp ist in der Empfangshalle des nahegelegenen Hotels De Vossenberg eingerichtet. Jährlich organisiert die Stiftung am Nationale Dodenherdenking, dem 4. Mai, eine Gedenkveranstaltung am Verscholen Dorp.

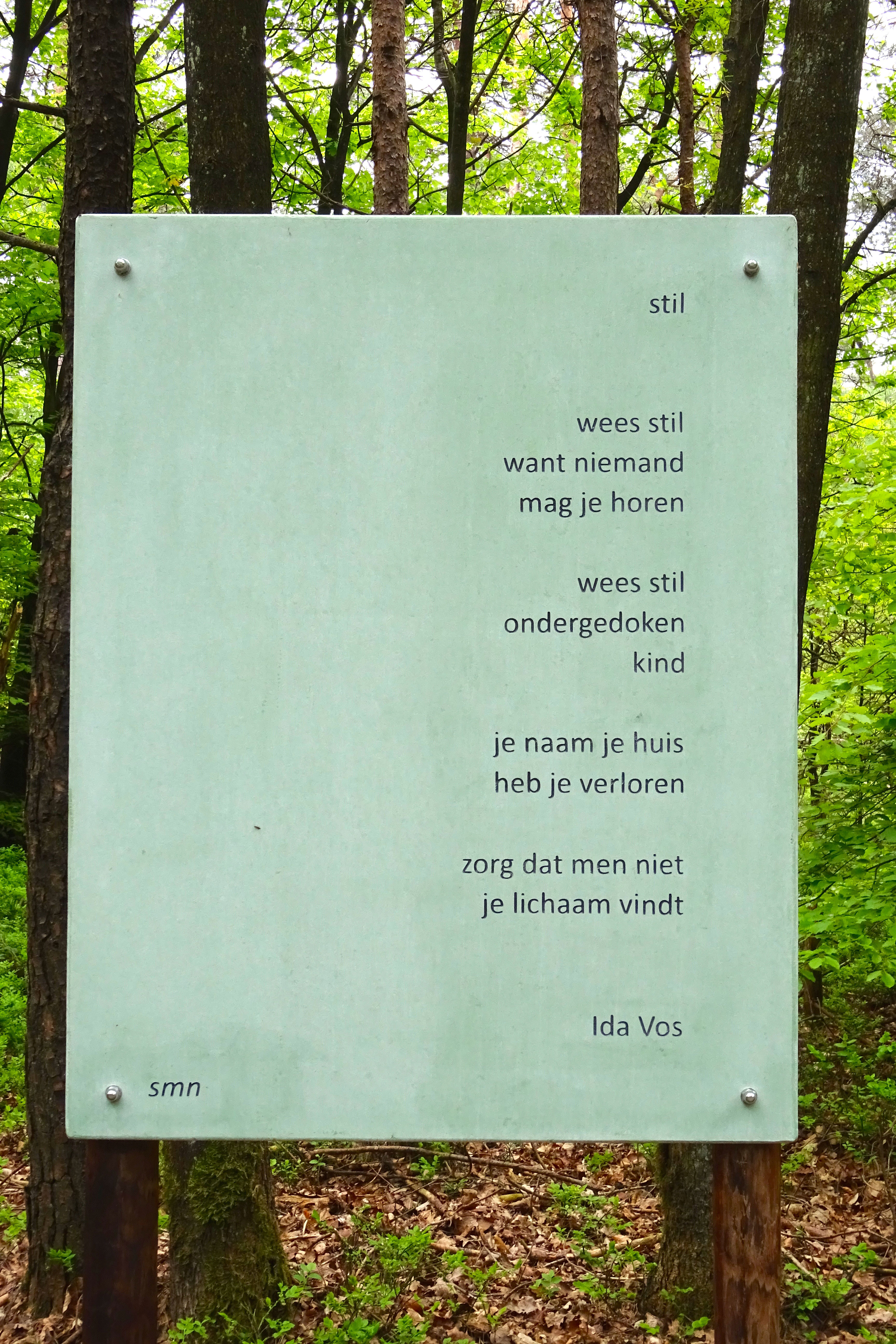
Tafel mit einem Gedicht von Ida Vos (2016).

Am Verscholen Dorp befindet sich zudem ein Mahnmal für die getöteten Menschen Arnold de Leeuw, Louisa Mathilda de Leeuw-Weijl, Johan de Leeuw, Arend Samuel Meijers, John Roelof Meijers, Hartog Spijer, Max Gompes und Kaatje Gompes-Schoonhoed. Es wurde an der Stelle platziert, wo sie hingerichtet wurden. In der Nähe ist eine Tafel mit einem Gedicht von Ida Vos angebracht.